# Sama
|  | Aquest article tracta sobre el grup ètnic austronèsic. Vegeu-ne altres significats a «Sama (desambiguació)». |

Els sama són un poble musulmà sunnita del sud de les Filipines; foren els primers habitants de l'arxipèlag de Tawi-Tawi. El seu nom deriva de "sama-sama" que vol dir "junts". Són uns 225.000. Se'ls anomena també Samal.
La seva llengua és el basa sinama. Alguns sama viuen a Mindanao, a les illes al sud, al sud de Palawan, a Basilan, a Sulu, a Zamboanga i a Davao. També en viuen alguns a Borneo del Nord, a Cèlebes i a Borneo (Kalimantan).
A Tawi-Tawi es divideixen en els sub grups dels sama simunul (descendents d'àrabs i nadius), sama balimbing, sama tawi-tawi (originaris de Johore), sama sibutu o tibutu (considerats descendents d'un xeic) i sama ubian (descendents de dayaks). Altres divisions són els sama manubul, sama laminusa (suposats descendents d'un ajudant d'Alexandre el Gran de nom Jamiyon Kulisa), sama tapul, sama panguturan (assimilats pels tausug), i sama kainga-an (d'origen xinès).
Molts es consideren descendents del xeic Mandun, que va portar l'islam a les illes. La noblesa dels sama són els barbangasa; els homes lliures es diuen mahardika dividits en kasalipan (descendents de Muhammad) i kadatuan (datu, senyors). Una part dels mahardika són imans.
Són principalment pescadors i exploten també la copra; treballen el ferro. Les seves cases són generalment a la costa.